# Leandro Domingues
Leandro Domingues Barbosa (* 24. August 1983 in Vitória da Conquista; † 1. April 2025 in Salvador) war ein brasilianischer Fußballspieler.

## Karriere
Der Mittelfeldspieler begann seine Karriere 2000 in der Jugend des EC Vitória, bei dem er 2001 in die erste Mannschaft des Vereines hochgezogen wurde. Nach fünf Jahren verließ er seinen Heimatverein und wechselte 2007 für eine Spielzeit zum Verein Cruzeiro Belo Horizonte, wo er 22 Ligaspiele absolvierte und sieben Tore schoss. 2008 wechselte er auf Leihbasis zu seinem alten Verein EC Vitória und bestritt 15 Ligaspiele mit drei Torerfolgen. 2009 wurde er erst an den Fluminense FC verliehen, wo er keine Ligaspiele absolvierte. Im Verlauf des Jahres spielte er noch ein drittes Mal für den EC Vitória (30 Spiele/8 Tore).
2010 wechselte er für vier Jahre nach Japan zum Verein Kashiwa Reysol, wo er im ersten Jahr noch in der zweiten Liga spielte. Während der Spielzeit kam er in 32 Ligaspielen zum Einsatz und erzielte 13 Tore. Außerdem absolvierte er drei Spiele im Rahmen des Kaiserpokals, wobei er vier Mal den Ball ins Netz befördern konnte. Nach dem Jahr in der zweiten Liga stieg er in die erste Liga auf. 2011 bestritt Leandro Domingues 30 Ligaspiele und traf 15-mal ins Tor. Außerdem absolvierte er drei Spiele im Kaiserpokal, in denen er dreimal ins Tor traf und bestritt zwei torlose Spiele im J. League Cup. Im nächsten Jahr absolvierte er 28 Ligaspiele und erzielte zehn Tore. 2012 kam Leonardo in 28 Ligaspielen zum Einsatz und traf zehnmal ins Tor. Des Weiteren bestritt er zwei Spiele im Kaiserpokal, in denen er zwei Tore schoss, und bestritt drei Spiele im J. League Cup, in denen er vier Tore erzielen konnte.
Zwölf Ligaspiele bestritt er 2013 und konnte in diesen zwei Tore schießen. Sein letztes Jahr beim Verein war 2014, in welchem er fünf torlose Ligaspiele bestritt sowie ein torloses J.-League-Cup-Spiel. Während der fünf Jahre bestritt er 107 Ligaspiele und erzielte 40 Tore für Kashiwa Reysol. Außerdem absolvierte er neun Spiele im Kaiserpokal, in denen er neun Tore schoss. Des Weiteren bestritt er sieben Spiele im J. League Cup, in denen er vier Tore erzielte.
Von 2014 bis 2015 stand er in Japan beim Verein Nagoya Grampus unter Vertrag. Zur Saison 2016 kehrte Domingues zum dritten Mal zu Vitória zurück. 2017 begann er zunächst bei Portuguesa in Spielen Staatsmeisterschaft und der Série D. Noch im laufenden Jahr ging Domingues erneut nach Japan, wo er bis Saisonende 2020 beim Yokohama FC spielte.
Anfang April 2025 starb Domingues im Alter von 41 Jahren an den Folgen von Hodenkrebs  in Salvador.

## Trivia
Sein jüngerer Bruder Kleiton Domingues ist ebenfalls Profifußballer.

## Erfolge
Vitória
- Staatsmeisterschaft von Bahia: 2002, 2003, 2004, 2005
- Copa do Nordeste: 2003

Cruzeiro
- Staatsmeisterschaft von Minas Gerais: 2008

Kashiwa Reysol
- J. League Division 2: 2010
- J. League Division 1: 2011
- Japanischer Supercup: 2012
- Kaiserpokal: 2012
- J. League Cup: 2013

## Auszeichnungen
- J. League Most Valuable Player (2011)
- J. League Best XI (2011, 2012)